# باربرا ستيلي
باربرا ستيلي (بالإنجليزية: Barbara Steele)‏ هي ممثلة بريطانية، ولدت في 29 ديسمبر 1937 في المملكة المتحدة.

## أعمال

### أفلام
- (1963) 8½[5]
- (1978) طفلة جميلة

## وصلات خارجية
- باربرا ستيلي على موقع IMDb (الإنجليزية)
- باربرا ستيلي على موقع ألو سيني (الفرنسية)
- باربرا ستيلي على موقع تيرنر كلاسيك موفيز (الإنجليزية)
- باربرا ستيلي على موقع أول موفي (الإنجليزية)
- باربرا ستيلي على موقع قاعدة بيانات الأفلام السويدية (السويدية)
- باربرا ستيلي على موقع إن إن دي بي (الإنجليزية)
- باربرا ستيلي على موقع قاعدة بيانات الفيلم (الإنجليزية)
- باربرا ستيلي على موقع كينوبويسك (الروسية)